# Botričnica
Botričnica – wieś w Słowenii, w gminie Šentjur. W 2018 roku liczyła 153 mieszkańców.